# Evolution (álbum de Paul van Dyk)
Evolution es el sexto álbum de estudio del DJ alemán Paul van Dyk. Fue publicado el 3 de abril de 2012 bajo el sello discográfico Vandit el cual pertenece a Paul van Dyk. El álbum fue precedido por la publicación del sencillo promocional "Verano" (junto a Austin Leeds) el 20 de febrero de 2012. Después de la publicación del álbum fue lanzado el sencillo "Eternity" (con la colaboración vocal de Adam Young) el 16 de marzo del 2012. El álbum cuenta con una amplia gama de colaboraciones como con Arty, Adam Young, Giuseppe Ottaviani, Fieldwork, Fisher, Michelle Leonard, Plumb y Sarah Howells entre otros.

## Canciones
| Edición estándar |                                                     |          |  |
| N.º              | Título                                              | Duración |  |
| 1.               | «Symmetries» (con Austin Leeds)                     | 5:40     |  |
| 2.               | «The Ocean» (con Arty)                              | 5:59     |  |
| 3.               | «Eternity» (con Adam Young)                         | 3:22     |  |
| 4.               | «Verano» (con Austin Leeds)                         | 4:31     |  |
| 5.               | «I Don't Deserve You» (con Plumb)                   | 6:45     |  |
| 6.               | «The Sun After Heartbreak» (con Sue McLaren & Arty) | 4:51     |  |
| 7.               | «Rock This»                                         | 4:38     |  |
| 8.               | «Dae Yor» (con Ummet Ozcan)                         | 3:30     |  |
| 9.               | «All the Way» (con Tyler Michaud & Fisher)          | 6:03     |  |
| 10.              | «If You Want My Love» (con Caligola)                | 3:04     |  |
| 11.              | «Lost in Berlin» (con Michelle Leonard)             | 6:36     |  |
| 12.              | «Everywhere» (con Fieldwork)                        | 6:34     |  |
| 13.              | «A Wonderful Day» (con Giuseppe Ottaviani)          | 5:18     |  |
| 14.              | «We Come Together» (con Sue McLaren)                | 5:45     |  |
| 15.              | «Heart Stops Beating» (con Sarah Howells)           | 4:56     |  |

| iTunes Store deluxe edition |                                          |          |  |
| N.º                         | Título                                   | Duración |  |
| 16.                         | «Love Ammunition» (con Michelle Leonard) | 6:50     |  |
| 17.                         | «Senses»                                 | 5:47     |  |
| 18.                         | «Open My Eyes» (con Kyau & Albert)       | 5:56     |  |

| iTunes Store bonus track |                                 |          |  |
| N.º                      | Título                          | Duración |  |
| 19.                      | «The Falling» (con Daniel Nitt) | 4:54     |  |